# FreeCommander
FreeCommander — двопанельний файловий менеджер для Microsoft Windows, з підтримкою перегляду архівів, порівнянням і синхронізацією тек, вбудованим FTP-клієнтом та інструментом групового перейменування файлів.

## Головні особливості
- Двопанельний інтерфейс — горизонтальний або вертикальний (можлива і одна панель)
- Інтерфейс із вкладками
- Повний доступ до Робочого Столу
- Опційно, дерево тек для кожної панелі
- Вбудований файловий переглядач в шістнадцятковому, двійковому, текстовому, або у форматі зображення
- Перегляд файлів і ескізів працює також і всередині архівів
- Вбудована робота з архівами: ZIP (читання, запис), CAB (читання, запис), RAR (читання)
- Робота зі вкладеними архівами
- Відкритий вигляд — безструктурний вигляд для файлів і тек
- Синхронний перегляд
- Легкий доступ до системних тек, Панелі Керування, Робочого Столу і меню Пуск
- Копіювання, переміщення, видалення, перейменування файлів і тек (з можливістю вибору виконавця операції — Windows або FreeCommander)
- Перетягування
- Пошук файлів (також всередині архівів)
- Порівняння й перевірка контрольних сум MD5
- Знищення файлів
- Інструмент групового перейменування
- Властивості файлів і контекстне меню
- Обчислення розміру теки
- Порівняння / синхронізація тек
- Зміна дати й атрибутів файлу
- Вибрані теки / програми
- Файлові фільтри (можливі регулярні вирази) для відображення і файлових операцій
- Вказані користувачем стовпці для детального перегляду
- Командний рядок
- Швидкий перегляд
- Швидкий пошук
- Швидкий фільтр
- Швидкий запуск
- Скріншоти
- Всі ярлики визначаються
- Безліч налаштувань — можна налаштувати практично все
- Багатомовна підтримка